# Сражение под Ломжей
Сражение под Ломжей (пол. Bitwa pod Łomżą) — одно из сражений сентябрьской кампании вермахта в Польше. 21-я пехотная дивизия вермахта после перехода войск из Поморья в Восточную Пруссию вступила в бой на реке Нарев с силами оперпативной группы «Нарев». Бомбардировка города началась 3 сентября, а само сражение разыгралось с 7 по 10 сентября 1939 года.

## Ход сражения
Первые столкновения состоялись 7 сентября, когда Ломжу атаковали силы немецкой 21-й пехотной дивизии из 21-го армейского корпуса, которым командовал генерал Николас фон Фалькенхорст. Немецкие войска, однако, не сумели прорвать оборону противника, поскольку 33-й пехотный полк (18-я польская стрелковая дивизия) под командованием подполковника Люцияна Станека отбил все атаки. В бою особенно отличился 1-й батальон под командованием майора Станислава Выдерко.
На следующий день, 8 сентября, вермахт обрушил свои атаки на форт номер 3 в деревне Пёнтница, однако гарнизон форта выстоял. Во второй половине дня немцы перестали атаковать, но начали готовиться к ночному рейду: при поддержке артиллерии и густом тумане немцы переправились через реку Нарев в нескольких километрах от форта и ворвались в Новогруд. 9 сентября они возобновили атаку на Пётницу: в первой половине дня ими был атакован форт номер 2 при поддержке авиации и артиллерии, а во второй половине дня немцы атаковали форт номер 1. Обе атаки провалились, на следующий день ситуация не изменилась.
Вплоть до 18:00 немецкие войска безуспешно пытались взять польскую крепость, после чего под огнём польской артиллерии вынуждены были отойти ещё дальше. Ситуация радикально изменилась в 20:30 — командир 18-й стрелковой дивизии полковник Стефан Коссецкий неожиданно приказал оставить Ломжу и отступить, что вызвало возмущение солдат. Однако те вынуждены были подчиниться приказу и оставить город, который вскоре заняли немцы. Поляки отошли к местечку Баче-Мокре. В тот же день была прорвана линия обороны Визны, и немцы полностью переправились через Нарев.